# فهرست آثار درباره سیستان و بلوچستان
سیستان و بلوچستان را در نوشته‌های کهن و نوین نویسندگان و مسافران ایرانی و غیر ایرانی می‌توان یافت. آثاری که یادی از سیستان یا بلوچستان در آن‌ها انجام شده‌است یا به شکل ویژه به این منطقه می‌پردازد به شرح زیراند.

## آثار جغرافیایی کلاسیک پیش از اسلام
- تاریخ هرودوت، هرودوت، وحید مازندرانی
- جغرافیایی استرابو، استرابو، نجیب اله تورایانا
- آناباسیس و ایندیکا، آریان، رابسون، ۱۹۵۴
- پاسگاه‌های پارت، خاراکسی، ژاکوبی ۱۹۵۸
- جغرافیا، بطلمیوس، فیشر، ۱۹۳۲
- پرسیکا، کتزیاس، ژاکوبی، ۱۹۵۸
- کتابخانه تاریخ، سیسیلی، فوگل و فیشر، ۱۹۰۶
- ایرانشهر، خورناتسی، مارکوارت ۱۹۰۱، مریم میراحمدی
- شهرستان‌های ایران، متن پهلوی، مارکوارت ۱۹۳۱، هدایت
- تاریخ اسکندر، کنت کورث، قرن اول میلادی، باردون ۱۹۴۸

## آثار سیاحان و خاورشناسان غربی
- ضمیمه کتاب مسافرت به بلوچستان و سند از پاتینجر، کریستی، ۱۸۱۶ م، حسن احمدی، ۱۳۷۸
- سفرنامه پاتینجر، هنری پاتینجر، شاپور گودرزی، کتابخانه ملی ایران، ۱۳۴۹
- جغرافیای سیستان، کانلی، ۱۸۴۰ م، حسن احمدی، ۱۳۷۸
- سفر با کاروان، فریه، ۱۸۵۷ م، حسن احمدی، ۱۳۷۸
- ایران شرقی، اسمیت، ۱۸۷۸ م، حسن احمدی، ۱۳۷۸
- مقدمه و پیوست‌های کتاب ایران شرقی، گلداسمیت، ۱۸۷۶م، حسن احمدی، ۱۳۷۸
- سفر به مشهر از طریق سیستان، گلداسمیت، ۱۸۷۳ م، حسن احمدی، ۱۳۷۸
- یاداشت‌های سیستان، راولینسون، ۱۸۷۳ م، حسن احمدی، ۱۳۷۸
- ایران و قضیه ایران، کرزن، ۱۸۹۰ م، وحید مازندرانی
- بلوچستان ناکاویده، (ارنست آیسکو فلویر)، ۱۸۸۲ م، سپهر صدیقی نژاد ۱۴۰۰
- خراسان و سیستان، تیت، ۱۹۰۰ م، رهبری، روشنی
- هشت سال در ایران، سایکس، ۱۹۰۲ م، سعادت نوری
- سفر چهارم به ایران، سایکس، ۱۹۰۲ م، حسن احمدی، ۱۳۷۸
- جغرافیای تاریخی ایران، بارتولد، ۱۹۰۲ م، حمزه سردادور
- از دجله تا سند، بیلو، ۱۸۷۲ م
- توصیف کاسه ایران شرقی و سیستان، هانتیگتون، ۱۹۰۵ م، حسن احمدی، ۱۳۷۸
- سیستان:در باب تاریخ، تیت، ۱۹۱۰ م، احمدی موسوی
- سیستان: در باب توپوگرافی، تیت، ۱۹۱۰ م
- سیستان: خرابه‌ها و مردم، تیت، ۱۹۱۰ م، رئیس‌الذاکرین
- مرزهای بلوچستان، تیت، ۱۹۰۹ م، حسن احمدی، ۱۳۷۸
- گزارش‌های هیئت حکمیت، مک ماهون، ۱۹۰۵ م
- مرزهای جنوبی افغانستان، مک ماهون، ۱۸۷۹ م، حسن احمدی، ۱۳۷۸
- نقشه‌برداری و اکتشافات جدید در سیستان، مک ماهون، ۱۹۰۶ م، حسن احمدی، ۱۳۷۸
- در سرزمین‌های محسود، لندور، ۱۹۰۳ م، حسن احمدی، ۱۳۷۸
- گردش در افغانستان، لاکوسه، ۱۹۰۹ م
- کویرهای ایران، سون هدین، ۱۹۱۰ م، پرویز رجبی
- جغرافیایی تاریخی سرزمین‌های خلافت شرقی، لسترنج، ۱۹۰۵ م، محمود عرفان
- آبزیان سیستان، آنندال، ۱۹۲۱ م، حسن احمدی، ۱۳۷۸
- راهنمای توریستی ایران، خارگات، ۱۹۳۵ م
- امپراطوری صحرانوردان، رنه گروسه، عبدالحسین میکده، بنگاه ترجمه و نشر کتاب، ۱۳۵۳
- سفری به ایران، لونی امیل دوهرسه، منوچهر فرمانفرماییان، بنیاد فرهنگ ایران، ۱۳۵۴
- دو سفرنامه دربارهٔ بلوچستان، ادموندز بارون دوبر، سکندر امان‌الهی بهاروند، بابک، ۱۳۶۲
- تاریخ ایلات ایران، آن لمبتون، آگاه، ۱۳۶۲
- جغرافیایی تاریخی سرزمین‌های خلافت شرقی، لسترنج، محمود عرفان، شرکت انتشارات علمی و فرهنگی، ۱۳۶۷
- تاریخ سیستان، ادموند باسورث، حسن انوشه، امیرکبیر، ۱۳۷۰
- تاریخ صفاریان سیستان و ملوک نیمروز، کلیفورد ادموند باسورث، شاهین میر، مبصّر، ۱۴۰۳
- خویشاوندان و بیان دوستی عشایر بلوچ، فیلیپ کارل سالزمن، محمد دانشور، سازمان برنامه و بودجه، ۱۳۷۵
- مهاجمان سرحد، رویارویی نظامی انگلستان با سرداران بلوچ ایرانی، رجینالد دایر، حمید احمدی، نشر نی، ۱۳۷۸
- پژوهش زبان بلوچی از طریق ادبیات عامه آن، زاروپین، فرهنگ و علوم اتحاد شوروی